# سيباستيان باور
سيباستيان باور (بالألمانية: Sebastian Bauer)‏ (7 نوفمبر 1992 بالنمسا - ) هو لاعب كرة قدم نمساوي في مركز الدفاع.

## وصلات خارجية
- سيباستيان باور على موقع قاعدة بيانات كرة القدم.إي يو (الإنجليزية)
- سيباستيان باور على موقع عالم كرة القدم.نت (الإنجليزية)